# Marquesado de Tablantes
El marquesado de Tablantes es un título nobiliario español creado por el rey Carlos II, por decreto de 7 de agosto de 1694 y carta de 8 de julio de 1695, a favor del sevillano de origen flamenco Adrián Jácome de Linden y Bécquer, regidor perpetuo y veinticuatro de Sevilla, caballero de la Orden de Calatrava.  
Su nombre se refiere a lugar de Tablantes, situado en el municipio andaluz de Espartinas, en la provincia de Sevilla.

## Marqueses de Tablantes
- Adrián Jacome de Linden y Bécquer (Sevilla, 1644-1726), I marqués de Tablantes, gobernador de Martos y caballero de la Orden de Calatrava, fue uno de los fundadores de la Real Maestranza de Caballería de Sevilla. Era hijo de Adrián Jacome (Brujas, 26 de noviembre de 1598-septiembre 1657) y de Francisca Van der Linden (n. Sevilla, 1603).[1]

Contrajo matrimonio el 16 de julio de 1692 con Luisa de Esquivel y Guzmán y de Antonia de Velasco y Alderete. Le sucedió su hijo:
- Adrián Jacob de Linden y Esquivel (Sevilla, junio de 1673-Martos, 15 de marzo de 1733), II marqués de Tablantes. Regidor de Bollullos, caballero de la Orden de Calatrava, maestrante de Sevilla, gobernador y justicia mayor de la villa de Martos.

Casó el 5 de abril de 1699 con Mariana Colarte de Rojas (n. Cádiz, 1681). Le sucedió su hijo:
- Pedro Adrián de Linden y Colarte (1712-c. 1778), III marqués de Tablantes.

Casó, el 9 de noviembre de 1749, en Sevilla, con Antonia Engracia Ricardos Carrillo de Albornoz. Le sucedió su hijo:
- Manuel María Jacome y Ricardos (1750-1844), IV marqués de Tablantes.[4]

Casó con Francisca María Manuel de Villena y Mendoza (1768-1828), hija de Joaquín Manuel de Villena, I marqués del Real Tesoro, caballero de la Orden del Toisón de Oro, gentilhombre de cámara, etc., y de Beatriz de Mendoza y Rivera. Sucedió su hijo:
- Joaquín Jacome y Manuel de Villena, V marqués de Tablantes.

Falleció sin sucesión. En 1846, renunció al título que quedó suprimido. Le sucedió su sobrino quien, el 3 de julio de 1863, rehabilitó el título:
- José de Solís y Jácome, también llamado José de Rojas y Jácome, (m. 1883), VI marqués de Tablantes.[8]

Contrajo matrimonio con Gracia Lasso de la Vega y Quintanilla, padres de una hija, María del Carmen de Solís y Lasso de la Vega que se casó en Sevilla el 17 de octubre de 1877 con Ricardo de Rojas y Porres Ponce de León (n. Sevilla, mayo de 1846), V marqués de Alventos y VIII conde del Sacro Imperio. Sucedió, en el título, en 1900, un hijo de este matrimonio, nieto del VI marqués:
- Antonio de Rojas y Solís (n. Sevilla, 12 de septiembre de 1878), VII marqués de Tablantes.[10][11]

Murió soltero y le sucedió su hermano en 1909:
- Ricardo de Rojas Solís Porres y Lasso de la Vega (Sevilla, agosto de 18796 de marzo de 1956), VIII marqués de Tablantes,[12]  IX conde del Sacro Imperio, gentilhombre de cámara, maestrante de Sevilla y académico de la Academia Sevillana de Buenas Letras.

Contrajo matrimonio, el 12 de octubre de 1903, con Blanca de Solís y Desmassiere, hija de los marqueses de Valencina. Le sucedió su hijo:
- Pedro María de Rojas Solís y Solís Beaumont (n. Sevilla, enero de 1907), IX marqués de Tablantes,[13][14] IX conde del Sacro Imperio.

Casó, el 15 de mayo de 1942, con María del Carmen Bernaldo de Quirós y Cuesta. Le sucedió su hija:
- María del Carmen de Rojas y Bernaldo de Quirós (n. Sevilla, 8 de septiembre de 1943), X marquesa de Tablantes.[15]

Casó, el 12 de septiembre de 1967, en Sevilla, con Jaime de Pablo-Romero y Cámara, con sucesión.